# 斯拉木·阿洪

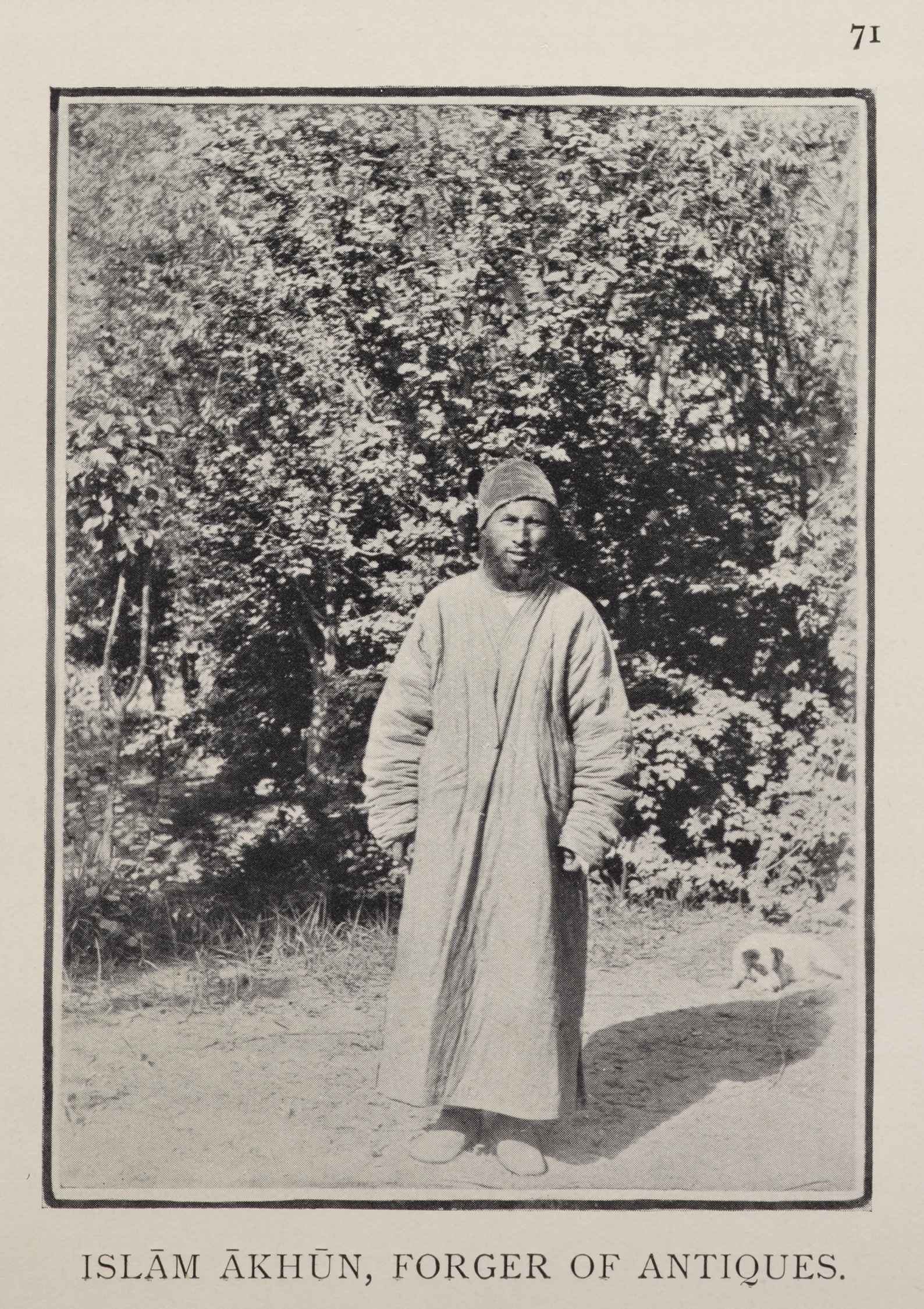
斯拉木·阿洪，由斯坦因摄于1901年

斯拉木·阿洪（維吾爾語：ئىسلام ئاخۇن‎），新疆和田人，以伪造古代西域文书而知名。

## 伪造文书
自1889年意外发现鲍威尔写本后，這類手稿变得越来越受欢迎。当时包括英国、俄罗斯、德国、法国和日本在内的帝国势力资助了许多到中亚的考古探险活动。在这样的背景下，斯拉木·阿洪登上了历史舞台。1895年，他向英国驻喀什噶尔总领事马继业兜售一些手稿 。这些手稿的文字类似婆罗米文，版式不尽相同，有些用铜丝装订。马继业买下了这些手稿，并寄到印度以期著名梵文学者霍恩雷解读。
马继业不知道的是，斯拉木·阿洪的同伙，依不拉音·穆拉（Ibrahim Mullah）也将类似的伪造手稿出售给了沙俄驻喀什噶尔总领事尼古拉·彼得罗夫斯基。尼古拉·彼得罗夫斯基将其寄往圣彼得堡翻译。有趣的是，依不拉音·穆拉略懂一点西里尔字母的知识，他在手稿文字中夹杂了西里尔字母的內容，这使得负责翻译的学者们感到困惑。
霍恩雷试图解读这些文字。虽然他能从中识别出一些婆罗米文字，但在对手稿解读的第一份报告中，他提到：
...所写文字对我来说是相当未知的，或者是因为我知识有所欠缺以至于不能在定期公务中抽出的少許闲暇中做一个准备充分的解读...我希望在長期鑽研中亚语言的同行当中，也许有人能识别这些稀奇文书的文字和语言。

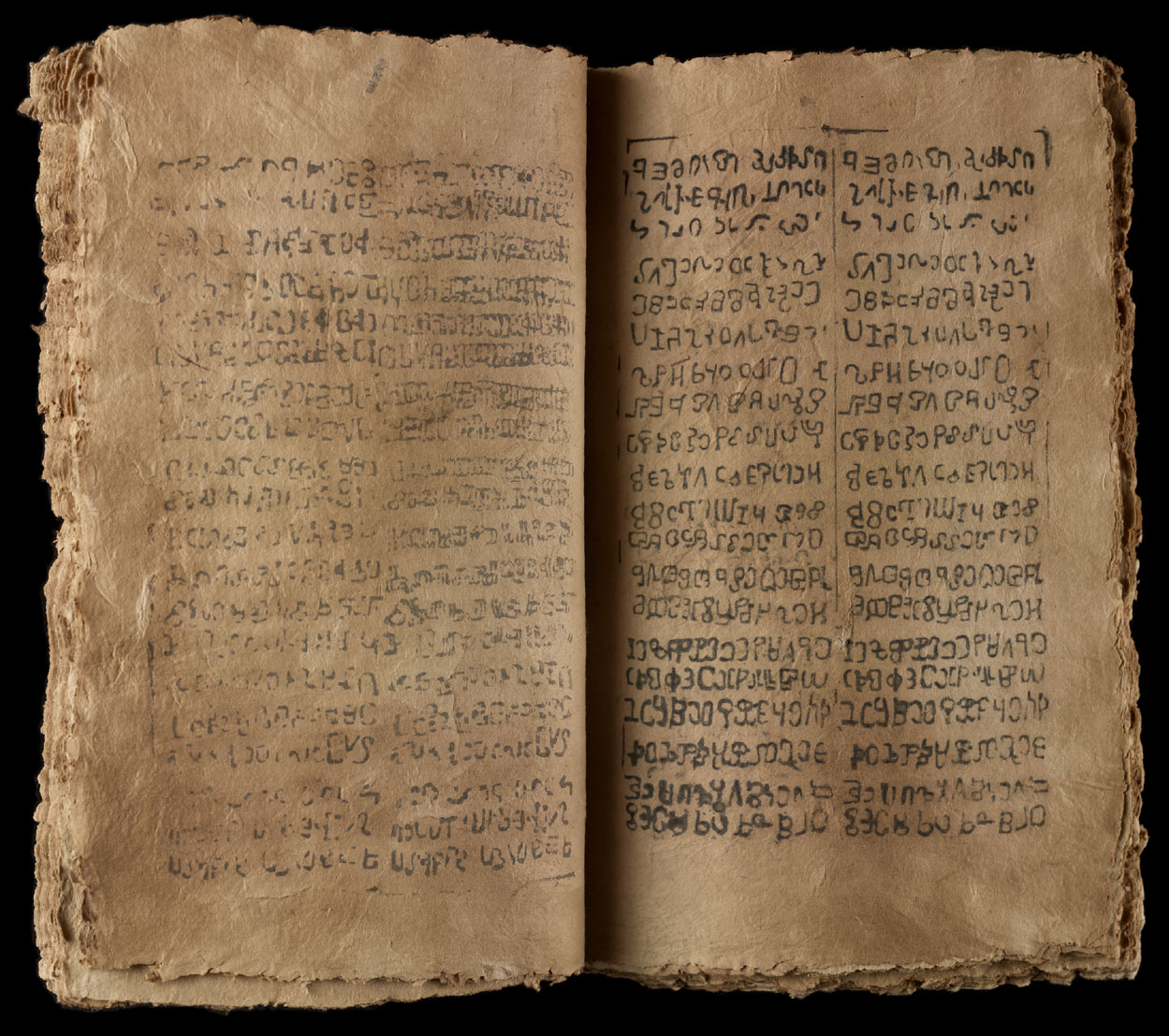
1896年出售给马继业的由斯拉木·阿洪制作的雕版印刷伪造文书

斯拉木·阿洪与同伙继续将伪造手稿出售给英国和俄国领事。此时，他们已开始制作雕版印刷品以便增加产量。马继业同样将它们寄给霍恩雷，霍恩雷在1899年发表了第二份报告。他根据手稿的文字种类，将其分成九个不同的分组，类似于佉卢文、印度和中亚的婆罗米文、藏文、维吾尔文、波斯文和汉文。 尽管霍恩雷详尽分析，他仍然无法解读它们。
很快的有人對手稿的真实性提出质疑，质疑包括其异常良好的保存状况、偶然的发现以及奇怪的文字，质疑者以喀什噶尔的瑞典传教士芒努斯·贝克隆德最突出，斯拉木·阿洪也曾向他兜售手稿。霍恩雷在他的1899年的报告中讨论了真实性问题，但結論肯定手稿的真实性，并详细记录了斯拉木·阿洪在塔克拉玛干沙漠于阗古国遗址上发现文书的经过。
斯拉木·阿洪和他的文盲同伙怎么能被认为有必要的创造力来设计出（这些文字）呢？...总而言之，我根据现有的信息得出的结论是，这些文字是真实的，并且搜集来的大多数（如果不是全部的话）印刷品也是真正的古物，如果有伪造的，也只能是真实文书的复制品。

## 揭露

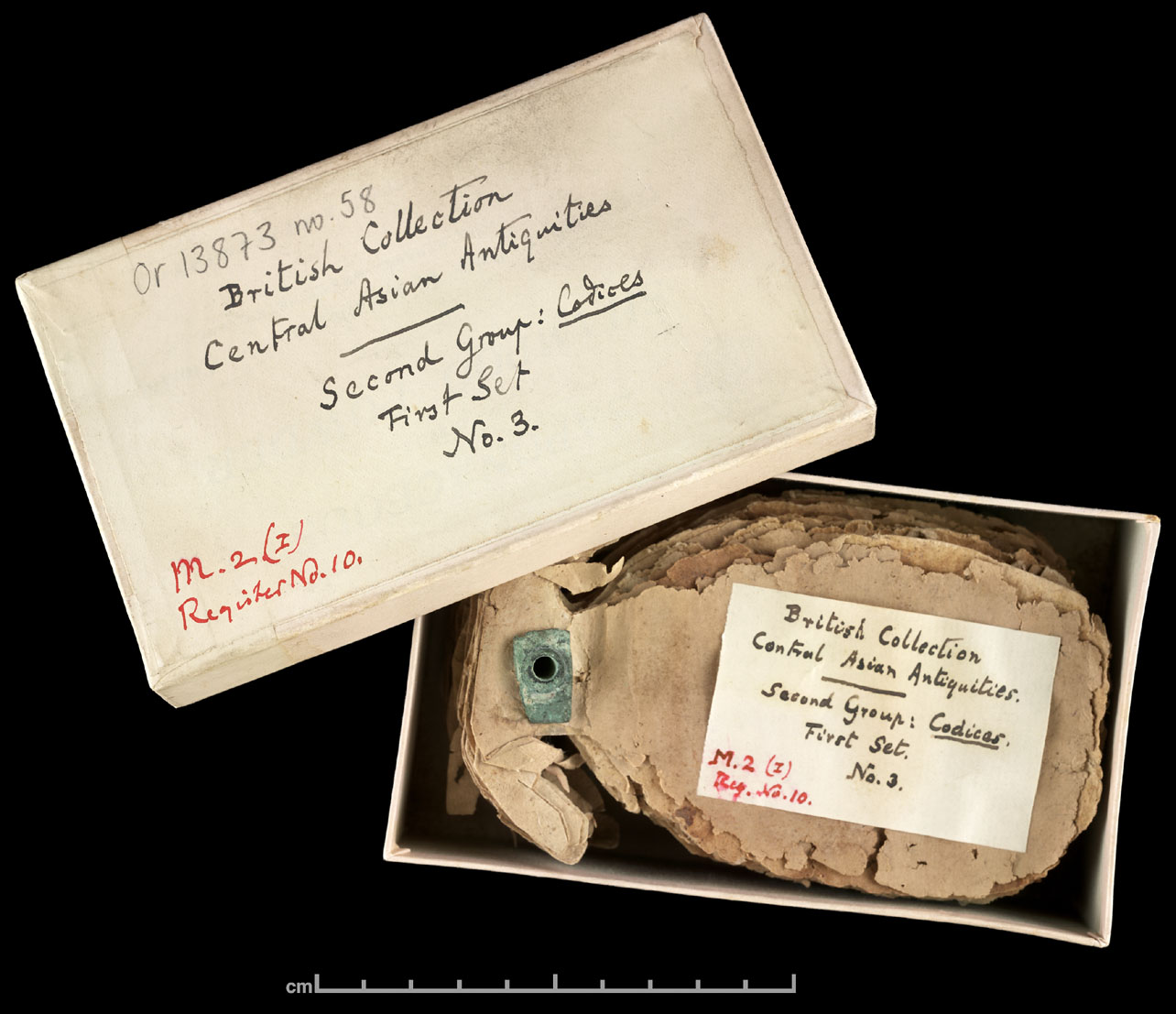
1896年卖给马继业的伪造手稿

讽刺的是，霍恩雷的报告重申了考古学家和语言学者马尔克·奥莱尔·斯坦因对于手稿真实性的质疑。斯坦因在1900年第一次中亚考察期间，去过于阗遗址，虽然他挖出了许多手稿，但没有发现类似于斯拉木·阿洪出售的手稿。也没有当地居民知道埋藏地点或者是在那里发现的文物。1901年4月，清朝和闐直隸州知州潘震抓獲了斯拉木·阿洪，在官府的協助下，斯坦因用了两天的时间審訊他。
斯拉木·阿洪起初自称是无辜的，并坚称他只是马继业的中间商，知道英国人对古代文书的渴望，便从第三方处购得文书并转卖。他显然不记得原来他所描述的手稿发现历程，当然也没有意识到它已经被发表了。斯拉木·阿洪可能是畏惧进一步的惩罚（他在1898年抛弃一个英国团队而受过惩罚），在面对自己的报告时，最终承认伪造了手稿和雕版印刷品，坦白了他与依不拉音·穆拉设立的工坊以及制作方法（用取自杨柳的染料对手稿进行染色，并对其进行熏蒸以弄出陈年的效果）。他还提到，起初他和同伙手写了手稿并且从真正的婆罗米文手稿中将文字复制了下来，後來改用雕版印刷以應付需求。
斯坦因没有采取进一步的行动，但给斯拉木·阿洪拍摄了一张照片，后来发表在他的考察记录《古代和田》上的。
霍恩雷不仅是斯坦因的导师，也是斯坦因刚接替的加尔各答伊斯兰学校前任校长。斯坦因立马写信将真相告诉了霍恩雷。

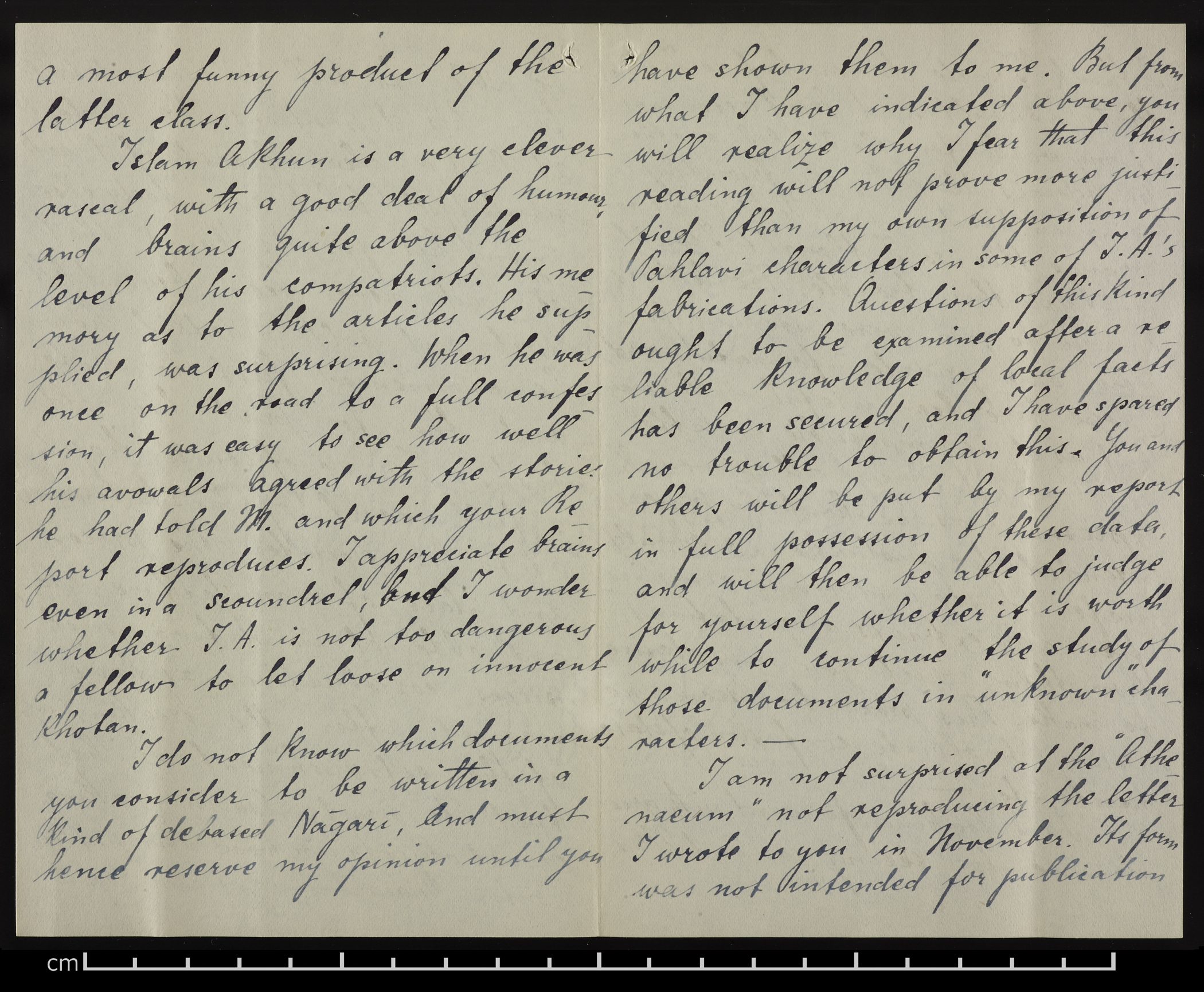
斯坦因寄给霍恩雷的信中将斯拉木·阿洪称为“非常聪明的家伙”

## 后续影响
在回到英国后，斯坦因于1901年7月在牛津的家中与霍恩雷会面。霍恩雷希望自己的报告可以被销毁，但因为它已经被发表，無法辦到。然而，他能够在印刷之前修改第二部分。幸运的是，斯坦因又带回一些当时未知语言的写卷（于阗文），霍恩雷随后继续释读，其学术上的名誉得到挽回。
中国现代考古学家黄文弼于1929年购得的“古和阗文印本”以及于1930年年购得的“不知名民族古文字写本”经证实，均为斯拉木·阿洪所伪造。
许多伪造的文书被收藏于大英图书馆和俄罗斯科学院东方文献研究所。

## 其他活动
在1898年的初夏，斯拉木·阿洪极不情愿地给到固玛镇附近古代遗址考察的探险家迪希上尉一行做向导。到了第三天，斯拉木·阿洪逃跑了，留下了他们自己找路。他模仿迪希的笔迹写了一张纸条，从阿克撒卡尔巴德鲁丁那里騙到一笔钱。
斯坦因还报道了他其他各种詐騙活动，包括伪装成英国代理人寻找非法苦工，以勒索当地人。 然而，在1901年的审讯后，斯拉木·阿洪请求斯坦因带他去欧洲，斯坦因拒绝了。此后，斯拉木·阿洪不知所终。